# 北皮徹 (紐約州)
北皮徹（英語：North Pitcher）是位於美國紐約州希南戈縣的非建制地區。

## 歷史
北皮徹的郵局自1852年營運至今。

## 地理
北皮徹所處的海拔為高於海平面354米（即1161英呎），而該地所採用的時區為UTC-5，即北美东部时区（EST）。同時該地設有夏令時間，為UTC-5調快一小時，即UTC-4（EDT）。